# Ingeborg Gjerding
Magda Ingeborg Gjerding (født Severin, 26. december 1902 i Ønslev på Falster, død 13. december 1974) var en dansk politiker. Hun var medlem af De Uafhængige og blev valgt til Folketinget på Fremskridtspartiets liste ved folketingsvalget 1973. Hun blev syg og døde i embedet i 1974.
Ingeborg Gjerding var datter af brygger Charles Severin i Ønslev. Hun gik på handelsskole i Nykøbing Falster og var efterfølgende husmor.
Politisk tilhørte hun De Uafhængige og var kasserer for partiet i Fyns Amt i periode indtil 1973. De Uafhængige og Fremskridtspartiet indgik en samarbejdsaftale op til folketingsvalget i 1973 hvorefter De Uafhængige kunne opstille kandidater på Fremskridtspartiets liste. Gjerding stillede op i de 3 opstillingkredse Odense Østkredsen, Odense Vestkredsen og Odense Sydkredsen. Hun fik i alt 4.480 stemmer (heraf 1.252 personlige) og fik Fremskridtpariets 2. kredsmandat i Fyns Amtskreds. Hun indgik i Fremskridtpartiets folketingsgruppe.
Ingeborg Gjerding fik sygeorlov fra Folketinget 24. oktober 1974 og døde efterfølgende den 13. december 1974. Mogens Voigt var midlertid stedfortræder under sygeorloven og overtog folketingsmandatet efter Ingeborg Gjerdings død.